# Cirratulus tenuisetis
Cirratulus tenuisetis är en ringmaskart som beskrevs av Grube 1860. Cirratulus tenuisetis ingår i släktet Cirratulus och familjen Cirratulidae. Inga underarter finns listade i Catalogue of Life.